# Ферндейл (Флорида)
Ферндейл (англ. Ferndale) — статистически обособленная местность, расположенная в округе Лейк (штат Флорида, США) с населением в 233 человека по статистическим данным переписи 2000 года.

## География
По данным Бюро переписи населения США, статистически обособленная местность Ферндейл имеет общую площадь в 7,25 квадратных километров, из которых 6,99 кв. километров занимает земля и 0,26 кв. километров — вода. Площадь водных ресурсов округа составляет 3,59 % от всей его площади.
Статистически обособленная местность Ферндейл расположена на высоте 31 м над уровнем моря.

## Демография
По данным переписи населения 2000 года, в Ферндейлe проживало 233 человека, 68 семей, насчитывалось 83 домашних хозяйств и 91 жилой дом. Средняя плотность населения составляла около 32,14 человека на один квадратный километр. Расовый состав населённого пункта распределился следующим образом: 97,42 % белых, 0,43 % — чёрных или афроамериканцев, 0,43 % — представителей смешанных рас, 1,72 % — других народностей. Испаноговорящие составили 3,86 % от всех жителей статистически обособленной местности.
Из 83 домашних хозяйств в 34,9 % воспитывали детей в возрасте до 18 лет, 67,5 % представляли собой совместно проживающие супружеские пары, в 10,8 % семей женщины проживали без мужей, 16,9 % не имели семей. 10,8 % от общего числа семей на момент переписи жили самостоятельно, при этом 6,0 % составили одинокие пожилые люди в возрасте 65 лет и старше. Средний размер домашнего хозяйства составил 2,81 человек, а средний размер семьи — 3,04 человек.
Население статистически обособленной местности по возрастному диапазону по данным переписи 2000 года распределилось следующим образом: 26,2 % — жители младше 18 лет, 9,4 % — между 18 и 24 годами, 28,8 % — от 25 до 44 лет, 27,0 % — от 45 до 64 лет и 8,6 % — в возрасте 65 лет и старше. Средний возраст жителей составил 36 лет. На каждые 100 женщин в Ферндейлe приходилось 97,5 мужчин, при этом на каждые сто женщин 18 лет и старше приходилось 95,5 мужчин также старше 18 лет.
Средний доход на одно домашнее хозяйство статистически обособленной местности составил 54 271 доллар США, а средний доход на одну семью — 53 125 долларов. При этом мужчины имели средний доход в 36 750 долларов США в год против 25 875 долларов среднегодового дохода у женщин. Доход на душу населения статистически обособленной местности составил 54 271 доллар в год. Все семьи имели доход, превышающий уровень бедности.